# Love Will Lead You Back
Love Will Lead You Back ist ein Lied von Taylor Dayne aus dem Jahr 1989, das von Diane Warren geschrieben und von Ric Wake produziert wurde. Es erschien auf dem Album Can't Fight Fate.

## Geschichte
Der von Diane Warren geschriebene Song handelt von einer Frau, die sich nicht von ihrem geliebten abhängig macht und zuversichtlich ist, dass er zu ihr kommt: "Sometimes it takes some time out on your own now / to find your way back home" (deutsch: Manchmal braucht man eine Pause auf langer Wanderstrecke). Warren sagte laut einem Interview, dass sie den Song schrieb während eines Aufenthaltes in einem Russischen Hotel und diesen von Whitney Houston aufnehmen lassen wollte, aber Clive Davis, Gründer und Geschäftsführer von Arista Records entschied sich aus eigenem Willen für Taylor Dayne. Die Veröffentlichung war am 20. Januar 1990, in den Vereinigten Staaten wurde es ihr einziger Nummer-eins-Hit und für die Pop- und Soulballade erhielt sie von der Recording Industry Association of America die Goldene Schallplatte.

## Musikvideo
Das Musikvideo ist sehr einfach gehalten, es erschien in Schwarzweißfotografie und im Sepiaton. Im Clip singt Taylor Dayne den Song zuerst sitzend am Mikrofon und dann stehend zusammen mit ein paar Begleitmusikern.

## Kommerzieller Erfolg

### Chartplatzierungen
| ChartsChartplatzierungen       | Höchstplatzierung | Wochen |
| ------------------------------ | ----------------- | ------ |
| Vereinigte Staaten (Billboard) | 1 (20 Wo.)        | 20     |
| Vereinigtes Königreich (OCC)   | 69 (3 Wo.)        | 3      |

| ChartsJahrescharts (1990)      | Platzierung |
| ------------------------------ | ----------- |
| Vereinigte Staaten (Billboard) | 28          |

### Auszeichnungen für Musikverkäufe
| Land/Region               | Auszeichnungen für Musikverkäufe (Land/Region, Auszeichnung, Verkäufe) | Verkäufe |
| ------------------------- | ---------------------------------------------------------------------- | -------- |
| Australien (ARIA)         | Gold                                                                   | 35.000   |
| Vereinigte Staaten (RIAA) | Gold                                                                   | 500.000  |
| Insgesamt                 | 2× Gold ·                                                              | 535.000  |

## Coverversionen
- 1991: Sandra de Sá
- 1991: Yuri
- 2000: Patti LaBelle